# Música de Uganda

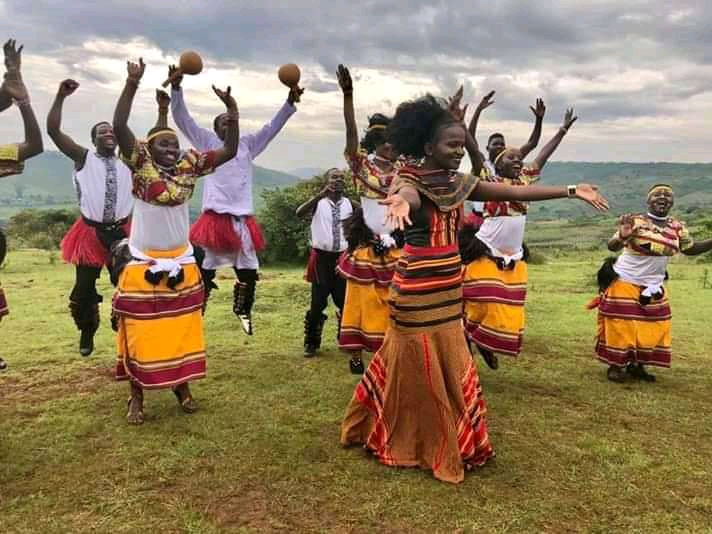
Danza tribu Baganda

La música de Uganda es la música típica de los pueblos y etnias de Uganda. El país ocupa el tercer puesto en África en lo que respecta a la música y el entretenimiento. Cohabitan más de 65 grupos étnicos y tribus diferentes, y forman la base de toda la música indígena ugandesa. La Baganda –reino de los 52 clanes del pueblo Baganda–, ha definido lo que constituye la cultura y la música de Uganda en los últimos dos siglos, siendo el origen de la música más importante del país. 
La primera forma de música popular, que surgió de la música tradicional, fue el estilo de música Kadongo Kamu, cuyo origen son los sonidos tradicionales de Kiganda. Desde los años 80 hasta principios de los años 90, el estilo Kadongo Kamu estuvo influenciado por músicos como Peterson Mutebi, Dan Mugula, Sebadduka Toffa, Fred Ssonko, Livingstone Kasozi, Fred Masagazi, Baligidde, Abuman Mukungu, Gerald Mukasa, Sauda Nakakaawa, Matia Luyima o Herman Basudde, Los géneros musicales de Livingstone Kasozi y Paulo Kaffero se basaron en el Kadongo Kamu, convirtiéndolo en el estilo de música más influyente de Uganda. A finales de los años 90 hubo un dominio musical de figuras como Philly Lutaaya, Fred Mbalire y Madoxx Ssematimba, al igual que a principios de los años 2000, cuando surgió el nuevo género musical afro ragga local llamado kidandali creado por Bebe Cool and Chameleone al que luego se unió el cantante y opositor Bobi Wine –Robert Kyagulanyi Ssentamu– y Bax Ragga formado por Abdu Mulaasi. Debido a los efectos de la globalización, Uganda, como la mayoría de los países africanos, ha experimentado un crecimiento en la producción de audio moderno. Esto ha llevado a la adopción de estilos de música occidental como Dancehall y Hip Hop. 
Muchos de estos músicos tuvieron otras carreras profesionales antes de dedicarse a la música, por ejemplo, Christopher –también conocido como Toffa en Luganda– o Ssebadduka que trabajó como oficial junior para el Banco Central de Uganda o su contemporáneo Emmanuel Mumira que fue empleado de la State Wide Insurance Company (SWICO), una de las compañías de seguros de servicio más antiguas en Uganda, creada en la época colonial. La música de Uganda tiene una menor presencia en la escena musical mundial. 

## Música tradicional

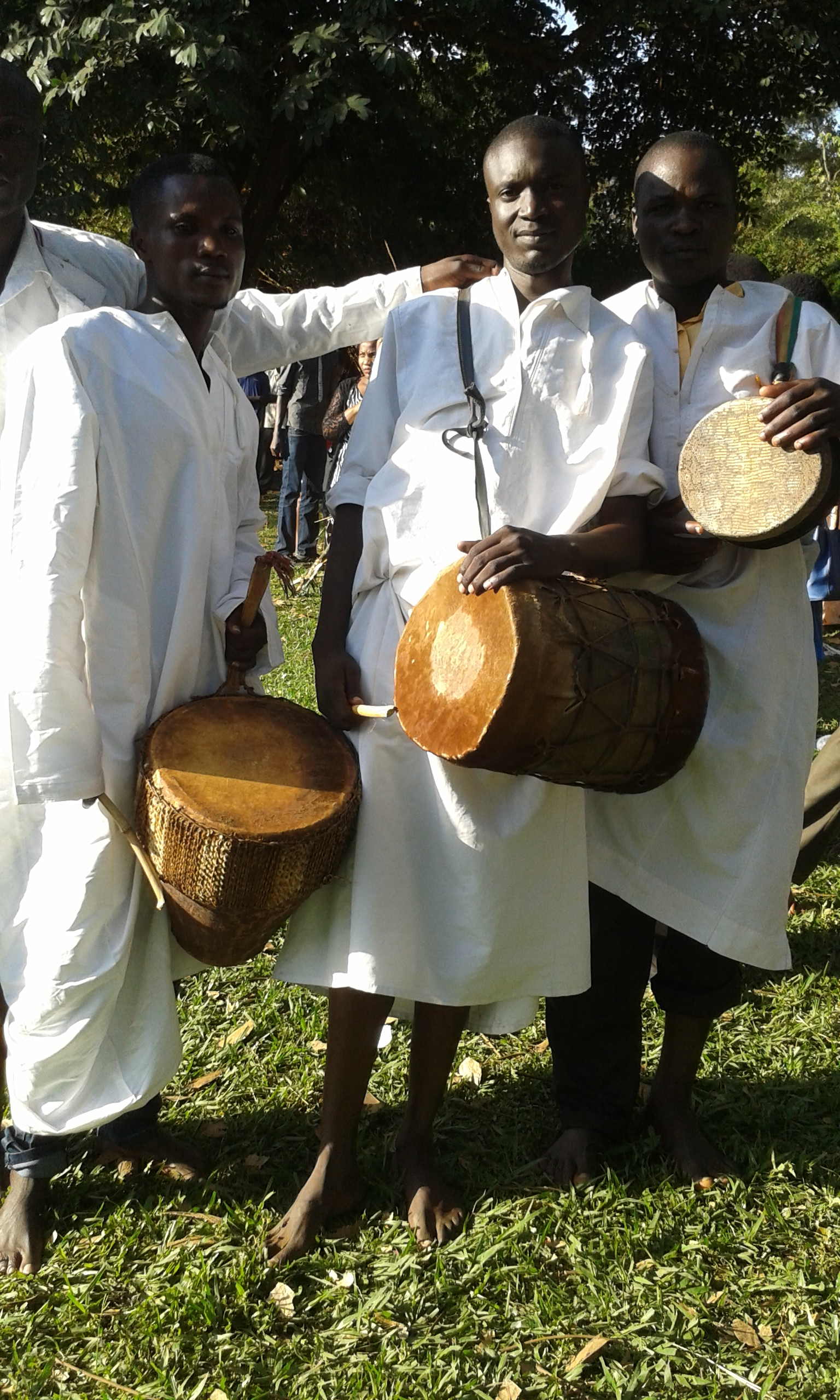
Instrumentos y músicos populares

Las nacionalidades de Uganda son diversas y se extienden de manera uniforme en todo el país. La división entre los pueblos nilóticos y los pueblos bantúes es evidente, y la mayoría de las nacionalidades nilóticas como los acholi y los lango  vivían en el norte de Uganda.
La música nativa, como en la mayoría de las regiones africanas, es principalmente funcional. Esto significa que la mayor parte de la misma y las actividades musicales generalmente tienen funciones específicas relacionadas con festividades como el matrimonio, la iniciación, los festivales reales, las cosechas y eventos similares. Interpretada por músicos locales, miembros de las tribus que manejan con soltura los diferentes instrumentos. La música se toca para ser bailada en la comunidad, el estilo del canto de llamada y respuesta entre la comunidad, una fórmula común entre los bantúes del siglo XIX.

### Baganda

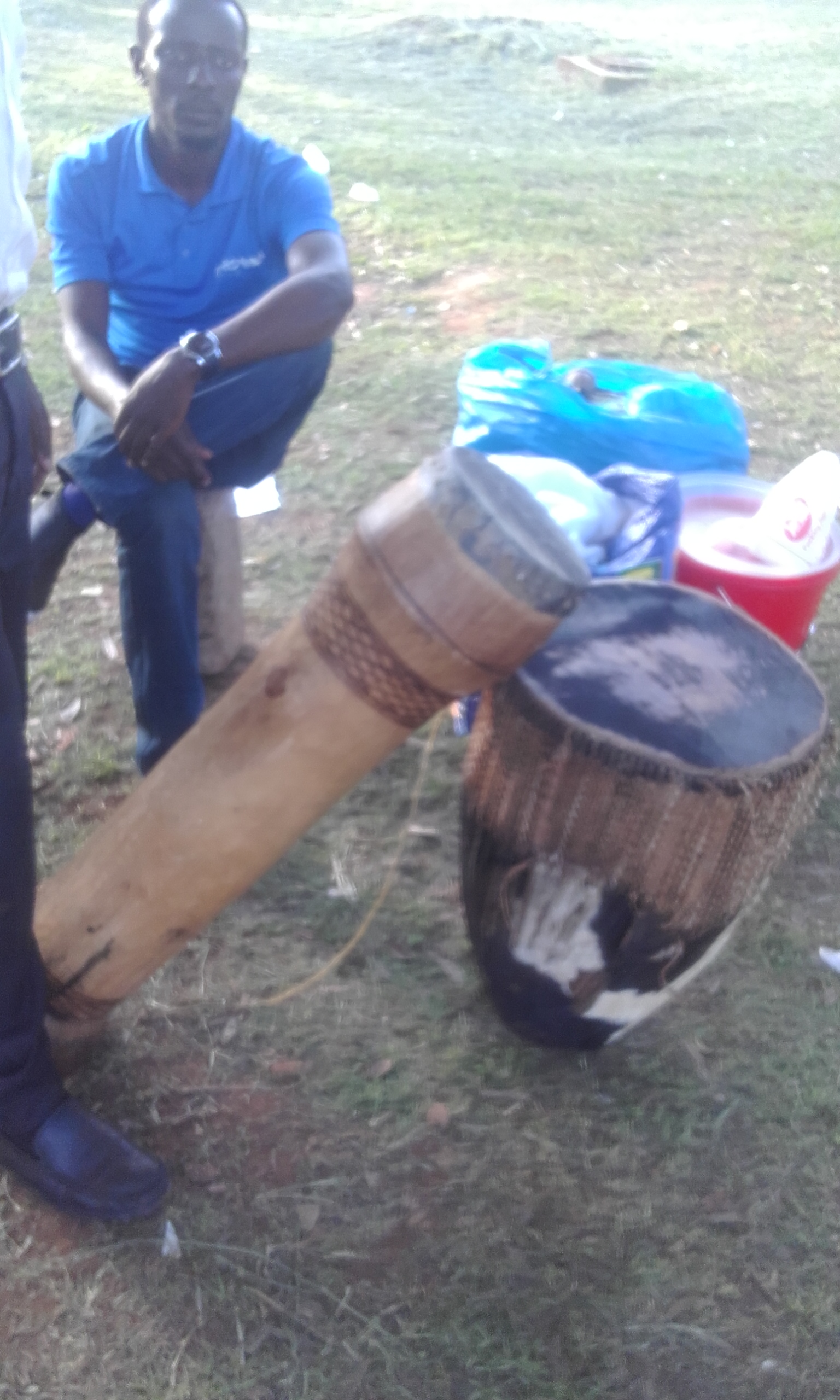
Tambores

Los Baganda son el grupo étnico nacional más grande del país. El reino formado por cincuenta y dos clanes, está gobernado por un rey, conocido como Kabaka. La kabaka ha sido tradicionalmente los principal mecenas de la música de Buganda. Los instrumentos musicales incluyen varias formas de batería, haciendo de la percusión una parte integral de la música ugandesa.

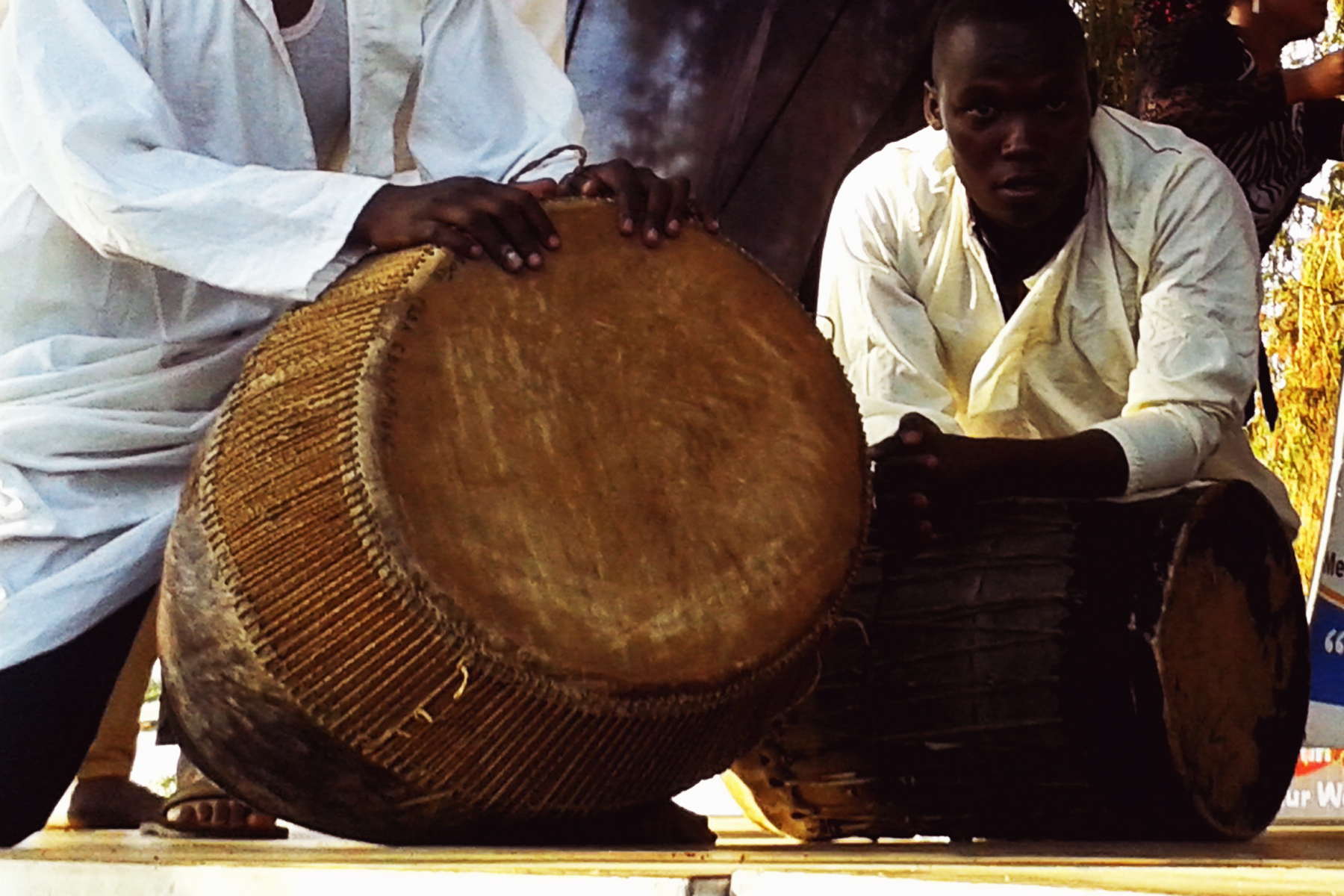
Tambores típicos de Uganda

Los tambores sagrados de la corte son solo uno de los muchos tipos de tambores que existen en el país. El engalabi es otro tipo de tambor común largo y redondo. La batería se usa al unísono con varios instrumentos musicales melódicos que van desde los cordófonos como el arpa ennanga y la lira entongoli a los lamelófonos, aerófonos e idiófonos y el violín de fabricación local llamado kadingidi.
Los Baganda tienen una variedad de bailes vibrantes que acompañan a la elaborada instrumentación. La danza bakisimba es la más común y más representativa. Hay otras como la nankasa y el amaggunju, un baile exclusivo desarrollado en el palacio para el Kabaka ugandés.

## Música Popular
Debido a la turbulenta historia política de Uganda, no hubo tiempo suficiente para que la industria de la música pop prosperara en el país hasta el restablecimiento de la paz relativa a fines de la década de 1980. Para entonces las actuaciones de músicos como Philly Lutaaya, Afrigo Band y Elly Wamala fueron de los pocos actos ugandeses que tuvieron éxito en la música convencional. Jimmy Katumba y su grupo de música The Ebonies también fueron populares a partir de ese momento, en especial en la década de 1990. 
Músicos como Carol Nakimera, Kezia Nambi, Fred Maiso, Kads Band, Rasta Rob, Menton Summer estuvieron en la cima musical de Uganda entre 1990 y 1997. Artistas como Livingstone Kasozi, Herman Basudde y Paulo Kafeero también jugaron un papel importante acercando la música en vivo a los seguidores y aficionados. 
Según el promotor musical y disc-jokey Rota, en el año 1998, Uganda experimentó el mayor cambio musical, gracias a músicos como Red Banton que saltó a la fama con la canción Noonya Money que sonó en todo el país. Red Banton lideró la escena musical de Uganda hasta el año 2000 cuando Jose Chameleone regresó de Kenia con la canción Mama Mia (2001) que se fue un himno nacional en Uganda y África Oriental en general.
En la década de 1990, comenzó la historia musical de Uganda con la música jamaicana cuando artistas como Shanks Vivi Dee, Ragga Dee entre otros, fueron influenciados por superestrellas jamaicanas como Shabba Ranks. Importaron la cultura musical Ragga y, aunque se enfrentaron a una dura competencia con otros músicos y estilos africanos en ese momento –en particular Soukous del Congo y Kwaito de Sudáfrica– formaron la base de la industria de la música pop ugandesa. Fue a partir del siglo XXI cuando comenzaron a surgir músicos como Chameleone representativo del escenario de música pop. 
Alrededor del año 2007, hubo varios músicos que practicaron diversos estilos musicales, el papel de la música occidental y congoleña/sudafricana había disminuido considerablemente. Intérpretes como Iryn Namubiru y King Saha fueron algunos de los muchos músicos que floreciendo en el ámbito del estilo pop. El dúo de Radio & Weasel, The Goodlyfe Crew, muy conocido en África, fueron nominados a los premios MTV continentales en 2010 y a los premios BET –Black Entertainment Television– en 2013. En junio de 2015, Eddy Kenzo ganó el premio al Mejor nuevo artista internacional en los premios BET de 2015. 

### Kadongo Kamu

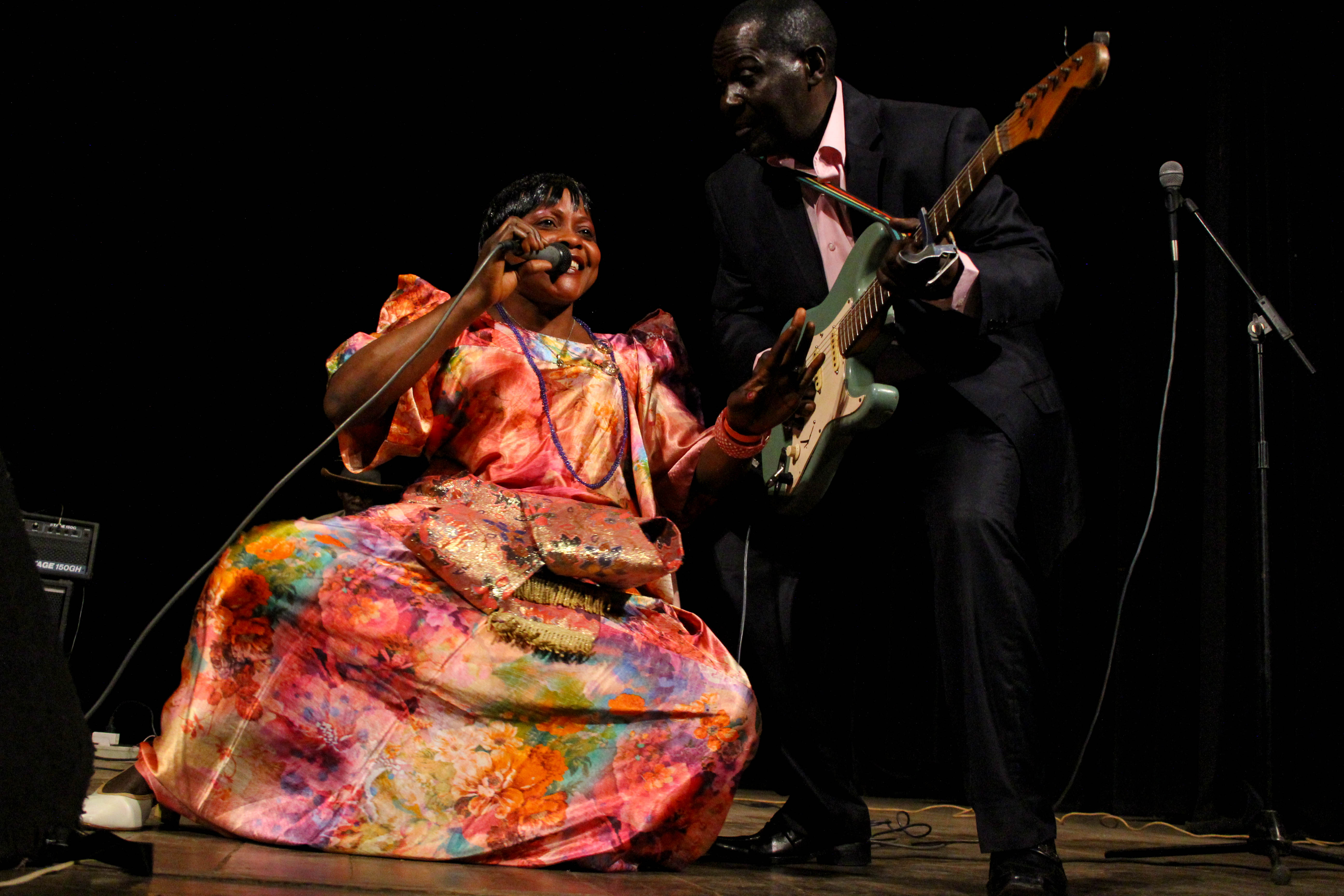
Kadongo kamu

La palabra Kadongo Kamu es un término que en el idioma Luganda significa «una guitarra». La música recibe este nombre debido al papel que desempeña el bajo, la mayoría de las veces es el instrumento solista utilizado en la creación de la música ugandesa. Quizás el primer artista conocido del género fue Fred Masagazi en la década de 1960.
La fallecida Elly Wamala contribuyó a la creación del estilo urbano Kadongo Kamu. Fue Christopher Sebadduka quien popularizó este género musical y por eso está considerado como el creador del kadongo kamu. Elly Wamala abandonó este género ya que fue instrumentado por músicos no élites como Christopher Sebadduka. Ganó admiradores con su estilo de canto educativo y fue uno de los escasos músicos involucrados con la causa de la independencia de Uganda en 1962. A ambos les siguieron varios músicos que se mantuvieron fieles al estilo y al sonido de la música ugandesa.
Herman Basudde fue un músico de kadongo kamu muy popular en los años 1980 y 1990. También lo fueron Bernard Kabanda y Dan Mugula, uno de los pioneros del género que aún sobreviven. Fred Sebatta y Paulo Kafeero dejaron su huella en la década de 1990. El kadongo kamu fue marginado con la llegada de los nuevos estilos musicales, sin embargo el estilo de música tradicional aún tuvo seguidores entre amantes de la cultura de la región de Buganda, donde continúa existiendo una audiencia para el kadongo kamu.

#### Las mejores canciones de Uganda desde 1997
Uganda ha tenido diferentes artistas que han estado en la cima musical con una o dos grandes canciones. A continuación se presentan algunas de las canciones más populares que cruzaron fronteras y encabezaron las listas de éxitos locales: 
- Sirikawo Baby de Menton Summer y el emperador Orlando

- Noonya Money de Red Banton
- Mama Mia de Jose Chameleone
- Mbawe de Ragga Dee

### Kidandali
El Kidandali es un género musical que está considerado uno de los géneros musicales más populares del país. Sin embargo, el término kidandali no está aceptado universalmente como el nombre que define este estilo, algunas fuentes locales prefieren emplear el término Band Music mientras que otras prefieren el término Afrobeat, aunque la música kidandali no comparte similitudes con el estilo Afrobeat. 
Las raíces de este género se remontan a las bandas que surgieron tras la independencia de Uganda en 1962. 
La banda The Cranes Band, que más tarde dio lugar a Afrigo Band, puede considerarse como el primer grupo en el proceso de la evolución de este género. Al principio, su música estuvo fuertemente influenciada por Soukous y otros artistas congoleños como Franco. El jazz también ha sido una influencia notable. Otras bandas como Rwenzori Band, Big Five Band y Simba Ngoma Band ejercieron su influencia en el desarrollo del estilo musical ugandés, pero fue Afrigo Band la más prominente y duradera, especialmente durante los disturbios políticos del golpe de Estado de los años 1970 a 1990. 
A mediados de la década de 1990, el estilo Afrigo Band todavía estaba fuertemente influenciado por la música de estilo congoleño Soukous, que para entonces era la dominante en todo el continente africano. Artistas como Joanita Kawalya y Rachael Magoola formaron parte de Afrigo Band y ayudaron a asentar las bases para el moderno estilo Kidandali, junto con otras bandas como la Kaads Band. El punto de inflexión llegó con la formación del sello discográfico Eagles Production, que fue el responsable del lanzamiento de músicos como Mesach Semakula, Geoffrey Lutaaya, Ronald Mayinja y Haruna Mubiru, artistas que tomaron el mando del Afrigo Band y lo desarrollaron aún más tras el cambio de siglo. 
En la década de los 2000, el género se identificó con la etiqueta Eagles Production, que lanzó a nuevos talentos centrándose en las artistas femeninas como Ronald Mayinja, Geoffrey Lutaaya, Mesach Semakula, Roy Kapale, Mariam Ndagire, Phionah Mukasa, Mariam Mulinde, Queen Florence, la difunta Harriet Kisaakye Cathy Kusasira, Irene Namatovu y Stecia Mayanja. Otro punto de inflexión fue en 2008 cuando David Lutalo dio un giro con la canción Kapapaala, abriendo con ella el camino para que el género Urban Band fuera más allá de un estilo dominado por Eagles Production, Diamond Production, Kads Band, Backeys Band, Kats Production o The Hommies entre otros. 
En el año 2003, surgió un nuevo estilo, el de Abdu Mulaasi con la canción Omusono Gwa Mungu, un importante éxito musical en todo el país, pasando a ser uno de los artistas ugandeses más importantes. A finales del año 2010, había cambiado el sonido Kadongo Kamu, por el Urban Kadongo Kamu. 
Casi al mismo tiempo, la tecnología en la producción de audios había permitido que el género se reprodujese digitalmente mediante estaciones de trabajo de forma que el uso de la frecuencia de radio, casi había desaparecido. Estudios de grabación como Kann, Dream Studios, Mozart y Paddyman se pusieron al frente de las producciones. Otros artistas solistas independientes, comenzaron a practicar este tipo de género musical. Artistas como el Dr. Tee, Martin Angume e incluso Chameleone obtuvieron diferentes éxitos. El género se ha situado en la cima de su evolución con artistas nuevos como Papa Cidy y Chris Evans que ayudaron a crear una corriente dominante que, junto con el Dancehall, es el género estilístico más popular en Uganda.

### Baile (salón)
La música Dancehall en Uganda siguió el modelo de Jamaican Dancehall. Siendo uno de los estilos de música más influyentes en la industria de la música pop. El estilo es muy similar al estilo jamaicano y por lo tanto, como todos los géneros importados, la única diferencia importante estriba en el idioma utilizado. Aunque la mayoría de los artistas de dancehall actúan en su idioma local, en el caso de Luganda, muchos de ellos intentaron imitar el patois jamaicano. Desde principios hasta mediados de la década de 1990, cuando la industria pop de Uganda apenas comenzaba a formarse, la primera música internacional que atrajo a los artistas ugandeses fue la música Raggamuffin de moda en Jamaica. Artistas como Shabba Ranks y Buju Banton fueron la inspiración de artistas ugandeses como Shanks Vivi D, Ragga Dee, Menton Krono y Rasta Rob. El ritmo predominante que utilizaron estos artistas fue el ritmo Dem Bow, creado por Shabba Ranks. Este fue un ritmo que pasó a ser la base sobre la que se construyó más tarde todo el estilo dancehall en Uganda, al igual que lo hizo con el Reguetón. A fines de la década de 1990, nuevos artistas como Mega Dee y el Emperador Orlando se unieron a la corriente musical.
Con el cambio al siglo XXI, el estilo dancehall, o ragga como se le denominó comúnmente, era el género musical más popular. Nuevos artistas como Chameleone, Bebe Cool y Bobi Wine se unieron al estilo y lo consolidaron. No crearon ninguna mejora notable en cuanto a la calidad y el sonido de la música que habían encontrado, ya que seguía siendo bastante simplista y en gran medida basada en el Dem Bow. A partir de entonces, la calidad de la música se volvió proporcional a la calidad de la producción disponible. Chameleone fue el primer artista de dancehall en tratar de fusionar el sonido ragga con otros géneros como Soukous y Kadongo Kamu. Alrededor de 2006 había una variedad de músicos practicando este género musical sin mucho avance en cuanto al estilo o el sonido.

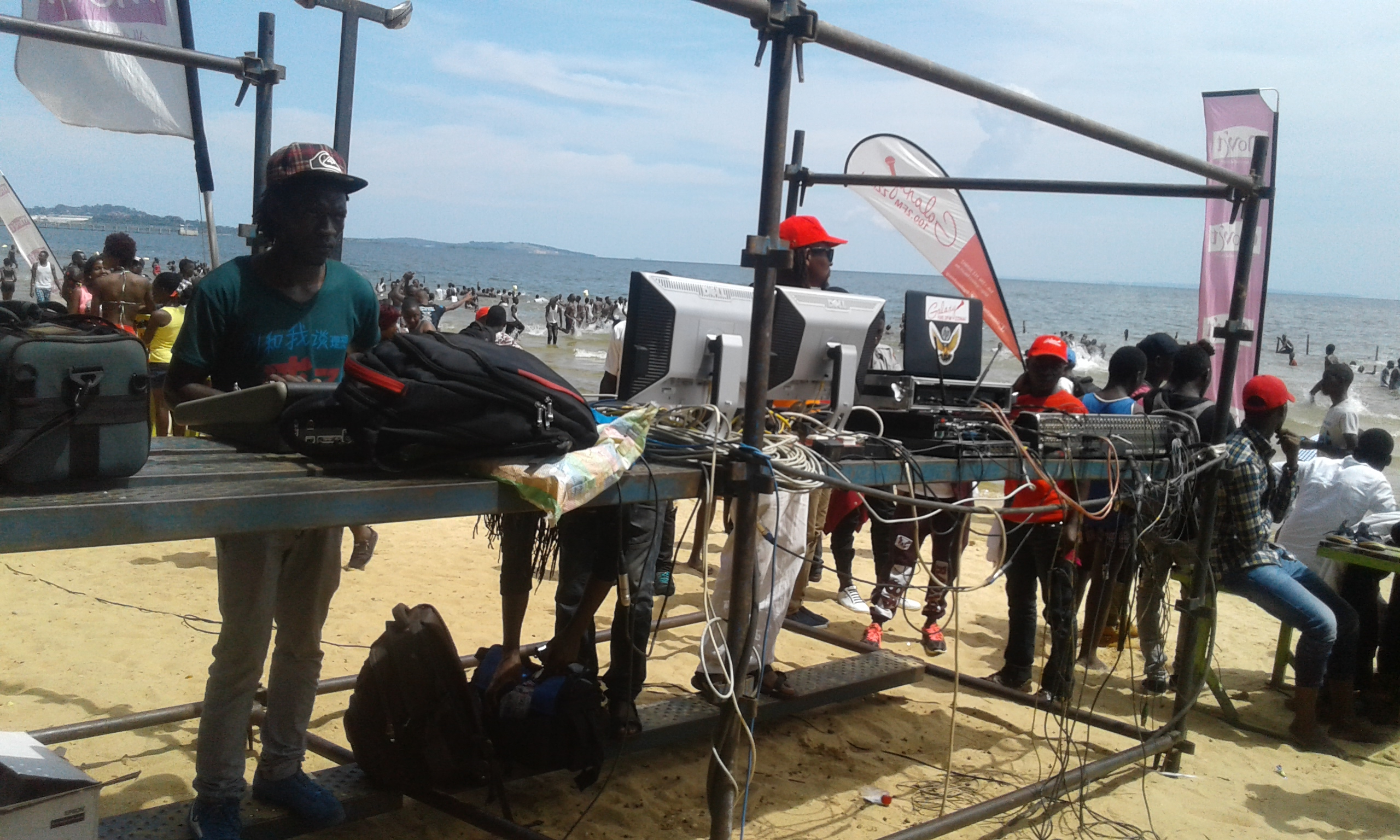
Disc-jockeys en el festival de música zzina 2017

A partir de entonces el dancehall jamaicano se había alejado del sonido áspero del ragga, basado en el discurso simplista del riddims, con el añadido del nacimiento de una nueva figura musical, el disc-jockey de dancehall como Vybz Kartel y Busy Signal que profundizaban sobre el riddims más avanzado. Artistas como el Dr. Hilderman entraron en escena con nuevas letras como Double Bede Mazongoto que han seguido creciendo.  Nuevos artistas ugandeses como Rabadaba, Sizza y Fidempa crearon una versión más moderna del dancehall, cosechando importantes éxitos por parte de la industria.

### Hip Hop / R & B

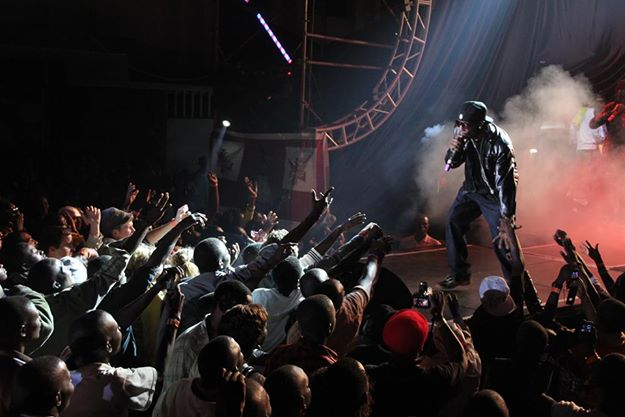
GNL Zamba en concierto (2013)

La música hip hop en Uganda siguió el modelo del hip hop estadounidense, aunque entre ambos estilos no hay mucha diferencia estilística. Debido a la revolución digital, en Uganda se pudo acceder a tecnologías de producción modernas, que facilitaron grabaciones locales de alta calidad equiparables al nivel de las estadounidenses. La diferencia fundamental entre los dos géneros es que en Uganda, como en la mayoría de los países africanos, la mayoría de los artistas cantan en su idioma local. En el caso de Uganda, el idioma usado es el luganda, de forma que se ha creó el sinónimo Lugaflow para definir a la música rap ugandesa.
El hip hop es uno de los nuevos géneros practicados en el país. Los dos grupos de música, Klear Kut y Bataka Squad, fueron los primeros en usar el estilo hip hop a fines de la década de 1990. En un principio este no fue aceptado ya que era casi inexistente y desconocido hasta entonces. Sin embargo, algunos de los miembros de los grupos mencionados persistieron en continuar incluyéndolo como ritmo en su música, especialmente el rapero Navio y Babaluku. Otros como Sylvester y Abramz continuaron con las creaciones de música al estilo del rap, centrándose en temas de conciencia social.
A mediados de la década de los años 90, más músicos se unieron a la corriente musical del hip hop, siendo Rocky Giant uno de los primeros raperos en ser aceptado. Pero no fue hasta la llegada en 2008 de GNL Zamba cuando el género realmente ganó fuerza e hizo que el hip hop fuera aceptado y accesible de forma que comenzaron a surgir nuevos músicos de lugaflow. Desde entonces, ha habido una gran actividad musical con un número considerable de raperos con un éxito relativo en la industria de la música y en el circuito de radio. Músicos como Jay-P y Keko se encuentran entre una nueva generación de músicos de hip hop de Uganda que atraen a un público más amplio, con música en plataformas internacionales como la MTV.
Al igual que sucede con el Hip Hop, el R&B en Uganda sigue el modelo del R&B estadounidense. El R&B ugandés, no tiene mucha historia, es Steve Jean el primer artista en adoptar el este estilo musical cerca del cambio de siglo. Más tarde en 2002 fue Michael Ross quien introdujo esta tendencia con canciones como How Do You Love y Sinorita. En el 2008 varios músicos comenzaron a adoptar el estilo, como Myco Chris y Baby Joe, a los que se les unieron Blu 3 y Aziz Azion, con incorporaciones posteriores de artistas como Nick Nola, Richy, Pallaso, Woodz y Yoyo que expandieron aún más el atractivo del R&B.

### Gospel

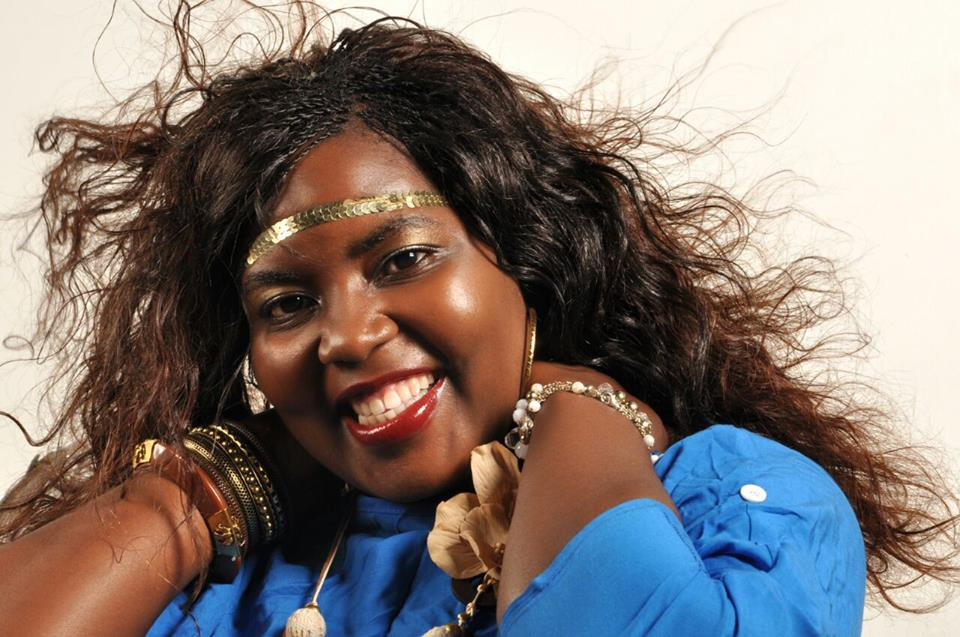
Samalie Matovu, cantante de gospel

La música gospel primitiva en Uganda se modeló principalmente a partir de la música de alabanza practicada por los coros y los grupos de canto de las iglesias. Un ejemplo es el movimiento pentecostal conocido a nivel local como Balokole. 
Artistas como Fiona Mukasa a mediados de la década de 1990 fueron los responsables de llevar esta música eclesiástica a las calles. Debido a la influencia de la música Soukous, el gospel temprano tuvo un sonido semejante al estilo Soukous. Limit X fue otro de los grupos de gospel que ganó popularidad durante la década de 1990, aunque el grupo se había formado unos años antes, a finales de la década de 1970.
Justo después del cambio de siglo, los estilos del gospel se diversificaron surgiendo varios grupos como Sauti y First Love, que se sumaron al sonido urbano creado por Limit X. Otros músicos como George Okudi y el Padre Musaala tuvieron éxitos en la radio nacional e internacional. 
Sin embargo, el gospel tuvo un impacto importante en la industria de la música cuando Judith Babirye se abrió camino en 2007 con un estilo de música similar a la de Mukasa, con lo que obtuvo un éxito inmediato, la canción Beera Nange llegó a ser en su lanzamiento una de las canciones del año.
Tras su ella surgió Wilson Bugembe, otro músico aceptado por el público, sus canciones fueron éxitos nacionales, alcanzando todas las capas demográficas.Desde entonces se les han unido un variado grupo de nuevos artistas que abarcan diferentes géneros musicales. 

## Música clásica
Uganda cuenta con un modelo de escuelas de música o conservatorios, la mayoría de ellas ubicadas en la capital, Kampala. Las escuelas de música en Kampala incluyen a la Kampala Music School, MusiConnexions Uganda y Esom Music School. Aunque al disponer de presupuestos reducidos los equipamientos de los centros son escasos. Ofrecen una capacitación musical adecuada para diferentes alumnos. La música clásica es la más demandada entre los alumnos jóvenes y los adultos, participan en las clases particulares, junto con programas de asistencia a conciertos de música clásica y realización actuaciones en vivo. Algunos temarios se remontan a los tiempos de los misioneros, ya que fueron ellos quienes introdujeron la educación musical en el país. La música clásica en Uganda es un valor en alza. 

## Industria de la música
Uganda tiene una industria musical activa que juega un papel fundamental en la vida social y económica del país. Los músicos son las principales celebridades, y todo el contenido de entretenimiento de los principales medios de comunicación gira en torno a la música o los músicos, cuya vida privada es seguida de cerca por muchos ugandeses. Los conciertos , la mayoría de las veces llamados lanzamientos de álbumes, son muy populares, por lo que las compañías discográficas realizan importantes inversiones para patrocinarlos con importantes campañas publicitarias en la radio y la televisión. 
Este énfasis en patrocinar y difundir los conciertos musicales proviene del hecho de que solo algunos artistas obtienen ingresos destacados de las ventas de canciones. La falta de una estructura de distribución se traduce en el escaso incentivo para la inversión de capital en la promoción de artistas o la venta de su música. No existen los sellos discográficos genuinos, y la mayoría de las compañías que actúan como sellos, son meramente compañías de gestión de artistas. Debido a estas deficiencias, existe una gran presión sobre los músicos para encontrar rentabilidad y sostenibilidad al hacer música. 
La Sociedad de Derechos de Publicación de Uganda (UPRS) y la Asociación de Músicos de Uganda han realizado esfuerzos para poder organizar la industria musical, estableciendo los premios de la música, como los Premios PAM, y más recientemente los Premios de Música HiPipo. Los intentos de algunas de estas organizaciones por implantar una ley de derechos de autor, infrautilizada y ampliamente ignorada, que generen ingresos por la distribución musical han resultado infructuosos, creando nuevos retos a los que debe enfrentarse la industria de la música en el país y que son muy similares a los que enfrentan la mayoría de las industrias de la música en todo el mundo. 

## Pandemia por enfermedad de coronavirus 2020
El 25 de marzo de 2020 durante la pandemia mundial por la enfermedad COVID-19 el cantante y opositor Bobi Wine publicó a través de diferentes canales digitales y de radio la canción Coronavirus Alert compuesta con la letra de las recomendaciones sanitarias emitidas por la OMS. La canción que interpretó junto al también cantante ugandés Nubian Li, alcanzó más de 600 000 visualizaciones en la plataforma de vídeos YouTube en la primera semana de emisión. La canción fue prohibida por el gobierno de Uganda y Bobi Wine fue censurado a causa de sus conocidas críticas al gobierno de Museveni, tras obtener Bobi Wine un escaño parlamentario en 2017.